# Réméréville
Réméréville é uma comuna francesa na região administrativa de Grande Leste, no departamento de Meurthe-et-Moselle. Estende-se por uma área de 13,46 km². Em 2010 a comuna tinha 581 habitantes (densidade: 43,2 hab./km²).